# SBS 8点新闻
《SBS 8點新聞》（英語：SBS 8 News）是韓國SBS的旗艦新聞節目，於韓國標準時間平日19:50-21:00、週末20:00-20:45播放。這節新聞於1991年12月9日即SBS的啓播日開播，也打破了韓國的電視台於每晚9點播放主新聞的傳統，因而以「提早1小時的新聞（韓語：1시간 빠른 뉴스）」為口號。
2011年12月9日，本節新聞與SBS一樣，迎來其開播20週年紀念日，使得本節目成為開播時間最長的一檔由民營電視台開辦的晚間新聞節目。
2020年9月21日，《SBS 8點新聞》更新片頭及新聞鏡面，平日版延長至70分鐘，另配有手語翻譯員。

## 播出時間
- SBS：每日20:00（全國聯播）
- SBS Love FM：平日20:00-20:30（只限首爾、京畿道及仁川）
- KNN Love FM：平日20:00-20:30（只限釜山、慶尚南道）

## 節目調動
- 2017年3月10日：因韓國憲法法院成立朴槿惠彈劾案，節目提前至19:00播出，電視聯播網的所有分台首度全程播出《SBS 8點新聞》，當日分台的自製新聞暫停播出。
- 2018年4月27日：因朝鮮最高領導人金正恩與大韓民國總統文在寅在板門店舉行2018年朝韓首腦會晤，提前至18:51播出（原預定19:00播出）。

## 本地新聞部分
每日20:20-20:30後（因各成員台而有所不同），SBS聯播網各成員頻道會轉為播送當地新聞和氣象。通常情況下，本地新聞時長為20分鐘（工作日）或10分鐘（週末）。本地新聞會搶佔本節新聞的財經版塊的時間。
平日20:45起各成員台聯播《SBS體育新聞》，各成員台於20:50播出氣象（大田廣播、kbc和全州廣播聯播《SBS氣象》）
| 成員     | 本地新聞名稱 | 播放時間                   |
| -------- | ------------ | -------------------------- |
| KNN      | KNN 新聞眼   | 平日及週日20:30、週六20:20 |
| 大邱廣播 | TBC 8點新聞  | 平日及週日20:30、週六20:20 |
| 蔚山廣播 | UBC 主要新聞 | 每日20:30                  |
| 大田廣播 | TJB 8點新聞  | 平日及週日20:30、週六20:20 |
| G1廣播   | G1 8點新聞   | 平日及週日20:30、週六20:20 |
| 清州廣播 | CJB 8點新聞  | 每日20:30                  |
| 全州廣播 | JTV 8點新聞  | 每日20:30                  |
| 光州廣播 | KBC 8點新聞  | 平日及週日20:30、週六20:20 |
| 濟州廣播 | JIBS 8點新聞 | 平日及週日20:30、週六20:20 |

## 主播
- 工作日：司空成根、朱時恩
- 週末：李賢英

## 20點整點報時贊助商
- 瑰都啦咪鍋爐（1991年12月9日~1993年4月30日）
- 韓國電信（1992年5月1日~1993年6月30日）
- 大宇電子（1993年7月~1998年1月16日）
- 每日乳業（朝鲜语：매일유업）（1997年9月6日~2011年4月（1998年1月17日起出現在平日的整點報時））
- 現代汽車（2011年4月~2023年6月）
- 起亞汽車（2023年7月~現今）

## 備註
1. ↑  1997年3月3日至6月27日間，平日版《SBS 8點新聞》曾改為21:00播出，並更名為《SBS 9點新聞》（韓語：SBS 9시 뉴스），於1997年6月30日改回原名。